# 이나다촌 (후쿠시마현)
이나다촌(稲田村)은 후쿠시마현 이와세군에 일찍이 존재했던 촌이다. 

## 지리
- 현재의 스카가와시 남부에 해당한다.

## 역사
- 1889년 4월 1일 - 정촌제 시행에 의해 5촌이 합병해 이와미군 이나다촌이 성립하였다.
- 1954년 3월 31일 - 스카가와정, 하마다촌, 니시부쿠로촌, 이시카와군 오시오에촌과 합병해 스카가와시가 성립하여, 동일 이나다촌이 폐지되었다.

## 오아자
- 이나 稲
- 마쓰즈가 松塚
- 이와부치 岩渕
- 호도와라 保土原
- 이즈미다 泉田

## 인구
| 1889년 | 2,152 |
| 1920년 | 2,586 |
| 1947년 | 3,642 |

## 참고문헌
- 角川日本地名大辞典編纂委員会『角川日本地名大辞典 7 福島県』、角川書店、1981年 ISBN 4040010701
- 日本加除出版株式会社編集部『全国市町村名変遷総覧』、日本加除出版、2006年、ISBN 4817813180